# Кирсан
Кирсан (фр. Cursan) насеље је и општина у југозападној Француској у региону Аквитанија, у департману Жиронда која припада префектури Бордо.
По подацима из 2011. године у општини је живело 531 становника, а густина насељености је износила 87,48 становника/km². Општина се простире на површини од 6,07 km². Налази се на средњој надморској висини од 80 метара (максималној 109 m, а минималној 41 m).

## Демографија
| 1962. | 1968. | 1975. | 1982. | 1990. | 1999. | 2011. |
| ----- | ----- | ----- | ----- | ----- | ----- | ----- |
| 176   | 180   | 162   | 413   | 451   | 437   | 531   |

График промене броја становника у току последњих година